# Lijst van edities van Rock Werchter
Dit is een lijst van edities Rock Werchter met per editie de optredende artiesten.

## 1974
Raymond van het Groenewoud,
Eerste editie: chirolokalen Werchter,
Hoofdleider: Hedwig de Meyer,
Zaterdagavond fuif met Flash experience, Dj Hedwig de Meyer

## 1975
Big Bill, Bintangs, Kayak, Overload

## 1976
Kayak, Jan Akkerman

## 1977
Bintangs, Kaz Lux & Bien Servi, Philip Catherine, Jan Akkerman, Kayak, Dr. Feelgood

## 1978
Gruppo Sportivo, Raymond van het Groenewoud, The Runaways, Talking Heads, Dr. Feelgood, Nick Lowe, Dave Edmunds & Rockpile

## 1979
Bintangs, Kevin Coyne, Raymond van het Groenewoud & de Centimeters, Tom Robinson Band, Talking Heads, Dire Straits, Rory Gallagher

## 1980
Jo Lemaire & Flouze, Kevin Ayers, The Blues Band, Mink DeVille, Fischer Z, The Specials, The Kinks, The Police.

## 1981
T.C. Matic / De Kreuners, The Undertones, Toots & The Maytals, Elvis Costello and the Attractions, The Cure, Robert Palmer, Dire Straits
T.C. Matic stond gepland en speelde enkel op Rock Torhout, De Kreuners stonden gepland en speelden enkel op Rock Werchter. Ook Toots & The Maytals hebben alleen op Rock Werchter gespeeld. Zij waren nog op weg naar Turnhout en konden niet tijdig in Torhout zijn. 

## 1982
Allez Allez, The Members, U2, Steve Miller Band, Mink DeVille, Tom Tom Club, Talking Heads, Jackson Browne

## 1983
The Scabs, Warren Zevon, John Cale, Eurythmics, Simple Minds, U2, Peter Gabriel, Van Morrison

## 1984
The Alarm, Chris Rea, Nona Hendryx, David Johansen, John Hiatt, Joe Jackson, Simple Minds, Lou Reed

## 1985
Ramones, R.E.M., Lloyd Cole & the Commotions, The Style Council, Depeche Mode, Paul Young & The Royal Family, U2, Joe Cocker

## 1986
The Beat Farmers, The Waterboys, The Robert Cray Band, Simply Red, Lloyd Cole & the Commotions, Talk Talk, UB40, Elvis Costello & the Attractions, Simple Minds

## 1987
Julian Cope, The Triffids, The Housemartins, Iggy Pop, Echo and the Bunnymen, The Pretenders, Eurythmics, Peter Gabriel

## 1988
10,000 Maniacs, Ziggy Marley & the Melody Makers, Carmel, Los Lobos, John Hiatt, INXS, Bryan Adams, Sting

## 1989
Texas, Pixies, Tanita Tikaram, Nick Cave and the Bad Seeds, Robert Cray, Elvis Costello, R.E.M., Joe Jackson, Lou Reed

## 1990
Mano Negra, De La Soul, Jeff Healey Band, Lenny Kravitz, Ry Cooder/David Lindley, Wendy & Lisa, Sinead O'Connor, Midnight Oil, Bob Dylan, The Cure

## 1991
The Scene, Dave Stewart and the Spiritual Cowboys, Deee-Lite, Happy Mondays, Bonnie Raitt, Pixies, Iggy Pop, Paul Simon, Sting

## 1992
The Scabs, Smashing Pumpkins, Extreme, Urban Dance Squad, Luka Bloom, Crowded House, Lou Reed, Red Hot Chili Peppers, Bryan Adams

## 1993
Levellers, Sugar, The Tragically Hip, Sonic Youth, The Black Crowes, Faith No More, Neil Young with Booker T & the MG’s, Lenny Kravitz, Metallica

## 1994
Dit was het eerste festival met een campingfestival.
- Clawfinger, Helmet, Grant Lee Buffalo, Therapy?, Buffalo Tom, John Hiatt, Spin Doctors, Sepultura, Rage Against The Machine, Peter Gabriel, Aerosmith

CampingfestivalNoordkaap, The Posies, Green Apple Quick Step, Sass Jordan, Ashbury Faith, Senser, dEUS, Tool, The Scene

## 1995
Dit is het eerste festival waarbij een zijpodium ingevoerd werd.
HoofdpodiumChannel Zero, Body Count, Senser, dEUS, PJ Harvey, The Offspring, Therapy?, The Cure, R.E.M.
ZijpodiumJeff Buckley, Spearhead, Belly, Morphine, The Cranberries
CampingfestivalBen Harper, Dave Matthews Band, Soul Coughing, Weezer, The Scene, Tricky, Orbital

## 1996
Eerste jaar dat er twee festivaldagen zijn.
|                 | Mainstage | Studio Brussel zijpodium                                                                        |
| --------------- | --- | ----------------------------------------------------------------------------------------------- |
| Zaterdag 6 juli | Skunk Anansie Dog Eat Dog Grant Lee Buffalo Foo Fighters Therapy? David Bowie                                                                          | The Customers Mazzy Star Fun Lovin' Criminals Moby The Chemical Brothers Underworld The Prodigy |
| Zondag 7 juli   | Metal Molly Presidents of the USA House of Pain The Afghan Whigs Alanis Morissette Sepultura Rage Against the Machine Red Hot Chili Peppers Neil Young | Moloko Moondog Jr. Pulp Massive Attack Radiohead Björk                                          |

## 1997
|                 | Mainstage | Studio Brussel zijpodium                                   |
| --------------- | --- | ---------------------------------------------------------- |
| Zaterdag 5 juli | Osdorp Posse Silverchair Placebo (band) Paul Weller Suede David Bowie The Chemical Brothers                                 | Reef 16 Horsepower Rollins Band Daft Punk                  |
| Zondag 6 juli   | Channel Zero Fun Lovin' Criminals Supergrass Live (band) Sheryl Crow Radiohead Jamiroquai The Smashing Pumpkins The Prodigy | Spearhead Zap Mama David Byrne (muzikant) Beck Hansen DEUS |

## 1998
|                 | Mainstage | Marquee                                                                                |
| --------------- | --- | -------------------------------------------------------------------------------------- |
| Zaterdag 4 juli | ABN Junkie XL Moby The Jon Spencer Blues Explosion Sonic Youth Pulp (band) Underworld (band) Reprazent featuring Roni Size | Eagle-Eye Cherry Ben Folds Five Dave Matthews Band Hooverphonic Morcheeba Tindersticks |
| Zondag 5 juli   | Evil Superstars Money mark Ben Harper Tori Amos Garbage Therapy? Nick Cave and the Bad Seeds Beastie Boys Björk The Verve  |                                                                                        |

Marquee is in 1998 niet gebruikt op zondag.

## 1999
Het jaar van het einde van Torhout-Werchter. Vanaf 1999 werd het festival enkel in Werchter georganiseerd en bestond voor het eerst uit drie dagen.

### Dag 1
Main StageMercury Rev, Pavement, Blur, Trish & Kash, Chemical Brothers
MarqueePraga Khan, Jan Van Biesen, Fatboy Slim

### Dag 2
Main StageSoulwax, Monster Magnet, Anouk, Live, Marilyn Manson, Skunk Anansie, Texas, Bryan Adams, Metallica
MarqueeArid, Wilco, Everlast, Lamb, Suzanne Vega, Zita Swoon, Björn Again, Flying Dewaele Brothers

### Dag 3
Main StageNoordkaap, Stereophonics, Heather Nova, Placebo, Robbie Williams, Faithless, Lenny Kravitz, R.E.M.
MarqueeCree Summer, De Mens, Tin Star, The Roots, Afro Celt Sound System, GusGus, Green Velvet, Basement Jaxx

## 2000
Live speelde zowel op dag 2 als 3. Het 2e optreden was ter vervanging van Pearl Jam, die hun optreden annuleerden vanwege het incident op Roskilde op 30 juni 2000.

### Dag 1
Main StageVenus, Muse, Nine Inch Nails, Oasis, Praga Khan
MarqueeWheat, Flaming Lips, Death in Vegas, Jan Van Biesen, Luke Slater, Laurent Garnier

### Dag 2
Main StageMetal Molly, HIM, Bomfunk MC's, Groove Armada, Bush, Macy Gray, Live, Moby, Texas
MarqueeGorki, Elliott Smith, Dead Man Ray, Kelis, Horace Andy, Laïs, Suzanne Vega, Arid, El Tattoo del Tigre

### Dag 3
Main StageKrezip, Heideroosjes, Asian Dub Foundation, A Perfect Circle, Soulwax, Counting Crows, Live, Paul Weller, The Cure
MarqueeSandy Dillon, An Pierle, Gomez, Eels, Travis, Lamb

## 2001

### Dag 1
Main StageQueens of the Stone Age, Deftones, Tool, Fun Lovin' Criminals, Hooverphonic, Feeder, Manu Chao, Basement Jaxx
MarqueeAsh, Wheatus, Talvin Singh, Stereo MC's, St. Germain, Buscemi, Kosheen, Goldfrapp

### Dag 2
Main StageDas Pop, David Gray, The Dandy Warhols, Sting, Beck, Black Crowes, Ben Harper en The Innocent Criminals, Laurent Garnier, Krezip
MarqueeMonza, DAAU, Novastar, Aimee Mann, Suzanne Vega, Laïs, George Thorogood, Train, Tom McRae, Reprazent

### Dag 3
Main StageFaithless, Anouk, PJ Harvey, De Mens, Stereophonics, Placebo, Muse, Roxy Music, Postmen
MarqueeJJ72, Sigur Rós, Grandaddy, Afro Celt Sound System, Mauro, Zita Swoon, Weezer, Incubus, Sparklehorse

## 2002

### Dag 1
Main StageDropkick Murphys, .calibre, dEUS, Arno, Morcheeba, Chemical Brothers
MarqueeThe White Stripes, Black Rebel Motorcycle Club, 2 Many DJ's, Praga Khan, Green Velvet, Luke Slater, Sonic Youth, The Notwist

### Dag 2
Main StageHoobastank, Lostprophets, Bush, Nelly Furtado, Queens of the Stone Age, Red Hot Chili Peppers, Rammstein, Within Temptation, Mercury Rev, Madrugada
MarqueeAir, Ozark Henry, Roger Sanchez, Calexico, Cornelius, Lambchop, Ed Harcourt

### Dag 3
Main StageZornik, Kane, Heather Nova, Coldplay, Lamb, Arid, Faithless, Michael Franti & Spearhead, Carl Cox
MarqueeMillionaire, Ozomatli, Yann Tiersen, Erykah Badu, Starsailor

## 2003
De jubileumeditie van Rock Werchter 2003 telde voor het eerst vier dagen. De line-up werd gesierd met grote namen als Metallica, Radiohead, Björk, Moby, Massive Attack, Coldplay en R.E.M.

### Dag 1
Main StageBjörk, Radiohead, Underworld

### Dag 2
Main StageThe Polyphonic Spree, Morgan Heritage, Feeder, The Roots, Ozark Henry, Moby, Massive Attack
Pyramid MarqueeDanko Jones, Susheela Raman, Interpol, Grandaddy, Tricky, Timo Maas, 2 Many DJs

### Dag 3
Main StageKrezip, Stone Sour, Millionaire, Xzibit, Anouk, Stereophonics, Queens Of The Stone Age, Arno, Metallica
Pyramid MarqueeJanez Detd., Saian Supa Crew, The Mars Volta, Good Charlotte, The Datsuns, Dave Gahan, Calexico, The Streets, Röyksopp

### Dag 4
Main StageDas Pop, De La Soul, Supergrass, Something Corporate, The Cardigans, Cypress Hill, Counting Crows, Coldplay, REM
Pyramid MarqueeLemon, Zuco 103, Tom McRae, Los Lobos, Skin, Audio Bullys, Moloko, Gotan Project, Buscemi

## 2004
|                 | Donderdag 1 juli                                                 | Vrijdag 2 juli | Zaterdag 3 juli | Zondag 4 juli                                                                                               |
| --------------- | ---------------------------------------------------------------- | --- | --- | --- |
| Main Stage      | Michael Franti & Spearhead Sean Paul Pink The Cure Basement Jaxx | Triggerfinger Lostprophets Black Rebel Motorcycle Club Monster Magnet Dropkick Murphys The Darkness Korn Metallica    | The Rasmus Heideroosjes Within Temptation The Black Eyed Peas Ben Harper and The Innocent Criminals Wu-Tang Clan Moloko Muse Lenny Kravitz | Danko Jones Zornik Starsailor Lamb PJ Harvey Pixies Placebo 2 Many DJs                                      |
| Pyramid Marquee | The Rapture Cypress Hill Flip Kowlier Admiral Freebee The Bees   | The Von Bondies Youngblood Brassband Sugababes The Dresden Dolls The Kills Monza Nelly Furtado Kosheen T.Raumschmiere | Thou Arsenal Franz Ferdinand Joss Stone Zero 7 Sophia Novastar Magnus                                                                      | Girls in Hawaii Sioen Roy Paci & Aretuska Tortoise Wilco Jasper Steverlinck N.E.R.D Air El Tattoo del Tigre |

## 2005
|                 | Donderdag 30 juni                                                       | Vrijdag 1 juli | Zaterdag 2 juli | Zondag 3 juli                                                                        |
| --------------- | ----------------------------------------------------------------------- | --- | --- | ------------------------------------------------------------------------------------ |
| Main Stage      | The Bravery New Order Ozark Henry Snoop Dogg Chemical Brothers          | Simple Plan KT Tunstall Jimmy Eat World Within Temptation Garbage Velvet Revolver Green Day Faithless                    | The Rasmus Therapy? Pennywise Daan 't Hof van Commerce The Game Audioslave Nine Inch Nails Rammstein                        | Flogging Molly Kane Feeder Keane Soulwax Queens of the Stone Age Foo Fighters R.E.M. |
| Pyramid Marquee | Saul Williams Thievery Corporation Róisín Murphy Kraftwerk Gabriel Rios | De La Vega Sioen Athlete The Dresden Dolls The Kills Monza Jamie Cullum Elvis Costello & The Imposters Armand van Helden | ...And You Will Know Us by the Trail of Dead Rilo Kiley Admiral Freebee The Dears Bloc Party Millionaire Interpol The Tears | Tom Helsen Stash Arsenal Sam Bettens Eagles of Death Metal Zita Swoon Tom McRae Arno |

## 2006
|                 | Donderdag 29 juni                                                                        | Vrijdag 30 juni                                                                                       | Zaterdag 1 juli                                                                                         | Zondag 2 juli |
| --------------- | ---------------------------------------------------------------------------------------- | --- | --- | --- |
| Main Stage      | Matisyahu Deftones Tool Manu Chao RBSS Red Hot Chili Peppers The Black Eyed Peas         | Skin Editors Kanye West Sean Paul Live Anouk Muse The Who                                             | Wolfmother Arsenal Arctic Monkeys Kaiser Chiefs The Raconteurs Franz Ferdinand Placebo dEUS             | Nailpin Danko Jones Eels Starsailor Robert Plant & TSS Ben Harper & The Innocent Criminals Hooverphonic Depeche Mode |
| Pyramid Marquee | Atmosphere Kaizers Orchestra Death Cab For Cutie Damian Marley The Streets Roger Sanchez | A Brand The Kooks Clap Your Hands Say Yeah Elbow Mogwai Tiga Vitalic Soulwax Nite Versions 2 Many DJs | Xavier Rudd Donavon Frankenreiter Absynthe Minded An Pierlé & White Velvet Calexico Goldfrapp Sigur Rós | Collective Soul The Feeling Bettye LaVette Laurent Garnier Leela James Hard-Fi Scissor Sisters                       |

## 2007
|                 | Donderdag 28 juni                                                 | Vrijdag 29 juni | Zaterdag 30 juni                                                                                            | Zondag 1 juli                                                                                                |
| --------------- | ----------------------------------------------------------------- | --- | --- | --- |
| Main Stage      | Billy Talent Zornik My Chemical Romance Marilyn Manson Björk Muse | The Van Jets Enter Shikari Kings of Leon Kaiser Chiefs Bloc Party Queens of the Stone Age Arctic Monkeys Pearl Jam | Heideroosjes Razorlight Amy Winehouse Snow Patrol The Killers Peter Gabriel Keane The Chemical Brothers     | !!! Mastodon The Kooks Interpol Incubus Metallica Faithless                                                  |
| Pyramid Marquee | Milow Air Traffic Rufus Wainwright Air Beastie Boys Dr. Lektroluv | Jason Mraz Oi Va Voi Joan As Police Woman Sioen Lilly Allen Admiral Freebee Satellite Party Gabriel Rios           | The Bravery The Hold Steady Blonde Redhead Klaxons Goose Arno The Good, the Bad & the Queen LCD Soundsystem | Stijn Cold War Kids Maxïmo Park John Legend Frank Black Damien Rice The Australian Pink Floyd Show Tori Amos |

## 2008
|                 | Donderdag 3 juli                                                          | Vrijdag 4 juli                                                                            | Zaterdag 5 juli                                                                                          | Zondag 6 juli                                                                                       |
| --------------- | ------------------------------------------------------------------------- | ----------------------------------------------------------------------------------------- | --- | --------------------------------------------------------------------------------------------------- |
| Main Stage      | Air Traffic Counting Crows Mika Lenny Kravitz R.E.M The Chemical Brothers | The Black Box Revelation Monza Slayer Air Traffic Jay-Z The Verve Neil Young Moby         | The Whigs Gossip The Hives Editors Kings of Leon Ben Harper & The innocent criminals Sigur Rós Radiohead | John Butler Trio Panic! At The Disco Anouk The Kooks The Raconteurs Kaiser Chiefs Beck dEUS         |
| Pyramid Marquee | Modern Skirts Vampire Weekend The National Shameboy Soulwax 2 Many DJs    | Cool Kids Patrick Watson Ben Folds My Morning Jacket Duffy Zita Swoon Hot Chip Digitalism | Galactic MGMT Band of Horses Donavon Frankenreiter Kate Nash KT Tunstall Gnarls Barkley Roisin Murphy    | Devotchka Tim Vanhamel Hercules And Love Affair Mark Ronson Grinderman Justice Underworld Nightwish |

## 2009
|                 | Donderdag 2 juli                                                              | Vrijdag 3 juli                                                                           | Zaterdag 4 juli | Zondag 5 juli |
| --------------- | ----------------------------------------------------------------------------- | ---------------------------------------------------------------------------------------- | --- | --- |
| Main Stage      | Eagles of Death Metal Lily Allen Dave Matthews Band Placebo Oasis The Prodigy | Just Jack White Lies Amy MacDonald Elbow Bloc Party The Killers Coldplay                 | Triggerfinger Social Distortion Rodrigo y Gabriela Limp Bizkit Franz Ferdinand Nick Cave and the Bad Seeds Kings of Leon 2 Many DJs | Metro Station Mastodon Seasick Steve The Mars Volta The Black Eyed Peas Kaiser Chiefs Nine Inch Nails Metallica          |
| Pyramid Marquee | Expatriate Emilíana Torrini Fleet Foxes Laurent Garnier Pendulum Tiga         | Henry Rollins Spoken Word Priscilla Ahn M. Ward The Streets Jason Mraz Arsenal Lady Gaga | Jasper Erkens Regina Spektor Yeah Yeah Yeahs Mogwai Katy Perry Grace Jones Boys Noize                                               | The Hickey Underworld De Jeugd van Tegenwoordig Lady Linn and her Magnificent Seven The Script Ghinzu Röyksopp Milk Inc. |

## 2010
|                 | Donderdag 1 juli                                                                          | Vrijdag 2 juli                                                                                                 | Zaterdag 3 juli                                                                                        | Zondag 4 juli                                                                                           |
| --------------- | ----------------------------------------------------------------------------------------- | --- | --- | --- |
| Main Stage      | De Jeugd van Tegenwoordig Skunk Anansie Phoenix Stereophonics Muse Faithless              | Customs Coheed and Cambria Rise Against Paramore 30 Seconds to Mars Editors Green Day                          | Taylor Hawkins Das Pop Channel Zero Gossip The Ting Tings P!nk Rammstein                               | The Van Jets The Black Keys Alice in Chains Vampire Weekend Them Crooked Vultures Arcade Fire Pearl Jam |
| Pyramid Marquee | Kyteman's Hiphop Orchestra Midlake The xx La Roux Bloody Beetroots Death Crew 77 Crookers | Balthazar The Morning Benders The Gaslight Anthem Corinne Bailey Rae Jack Johnson The Specials LCD Soundsystem | Delphic The Temper Trap Yeasayer Porcupine Tree Florence and the Machine Empire of the Sun Booka Shade | Sweet Coffee Shameboy Gomez Dirty Projectors Absynthe Minded The Black Box Revelation Vitalic           |

## 2011
|                   | Mainstage                                                                                               | Pyramid Marquee                                                                                                  |
| ----------------- | --- | --- |
| Donderdag 30 juni | OFWGKTA Seasick Steve The Hives Anouk Queens of the Stone Age Linkin Park The Chemical Brothers         | Warpaint TV on the Radio Aloe Blacc James Blake Eels Beady Eye Hurts                                             |
| Vrijdag 1 juli    | Mona My Chemical Romance Triggerfinger White Lies The National Arctic Monkeys Kings of Leon Arsenal     | Grouplove Lissie Kesha Jimmy Eat World Ozark Henry Chase & Status Goose The Subs                                 |
| Zaterdag 2 juli   | Rival Sons The Gaslight Anthem Bruno Mars Elbow PJ Harvey Portishead Coldplay                           | Evaline The Pretty Reckless Jenny And Johnny I Blame Coco Bright Eyes Selah Sue Magnetic Man Underworld          |
| Zondag 3 juli     | All Time Low Social Distortion Kasabian Kaiser Chiefs Grinderman Iron Maiden A-Trak The Black Eyed Peas | Everything Everything The Vaccines Tame Impala Two Door Cinema Club Brandon Flowers Fleet Foxes Robyn Digitalism |

## 2012
|                   | Mainstage | Pyramid Marquee                                                                                  | Barn                                                                                      |
| ----------------- | --- | ------------------------------------------------------------------------------------------------ | ----------------------------------------------------------------------------------------- |
| Donderdag 28 juni | The All-American Rejects Within Temptation Rise Against Blink-182 Elbow The Cure Justice                                                        | Kraantje Pappie Amon Tobin Cypress Hill Netsky Skream Skrillex                                   | Metric Bombay Bicycle Club The Maccabees Garbage Selah Sue The Kooks                      |
| Vrijdag 29 juni   | X Mastodon Wiz Khalifa Gossip Jack White dEUS Pearl Jam Deadmau5                                                                                | Eastern Conference Champions Perfume Genius Kreayshawn Azari & III DJ Fresh Katy B Birdy Nam Nam | School is Cool Miles Kane Katzenjammer The Temper Trap Lana Del Rey Bat for Lashes Beirut |
| Zaterdag 30 juni  | 't Hof van Commerce Black Box Revelation Wolfmother Kasabian Mumford and Sons The xx Editors Chase & Status                                     | James Vincent McMorrow Alabama Shakes Nneka M83 Ben Howard Regina Spektor Paul Kalkbrenner       | Michael Kiwanuka Noah and the Whale Simple Minds My Morning Jacket Agnes Obel Incubus     |
| Zondag 1 juli     | The Hickey Underworld The Vaccines Dropkick Murphys Noel Gallagher's High Flying Birds Florence + The Machine Snow Patrol Red Hot Chili Peppers | Other Lives Kitty, Daisy and Lewis Die Antwoord Mac Miller Knife Party Steve Aoki                | Isbells Anna Calvi M. Ward Ed Sheeran James Morisson Milow                                |

## 2013
|                  | Main Stage                                                                                              | KluB C                                                                                            | The Barn                                                                                      |
| ---------------- | --- | ------------------------------------------------------------------------------------------------- | --------------------------------------------------------------------------------------------- |
| Donderdag 4 juli | All Time Low Airbourne Black Rebel Motorcycle Club Vampire Weekend The National Green Day Netsky (live) | Fidlar Vintage Trouble Laura Mvula Jessie Ware Jamie Lidell Dizzee Rascal The Bloody Beetroots    | Palma Violets The Black Angels Balthazar Biffy Clyro Bloc Party Sigur Rós                     |
| Vrijdag 5 juli   | The Bots Two Door Cinema Club The Hives The Script Phoenix Kings of Leon Blur                           | Charles Bradley and his Extraordinaires Angel Haze Ke$ha Major Lazer C2C Vitalic VTLZR Boys Noize | Gary Clark Jr. Lianne La Havas The Lumineers Richard Hawley John Legend Ben Howard            |
| Zaterdag 6 juli  | The Van Jets Graveyard Stereophonics Kendrick Lamar Nick Cave & The Bad Seeds Volbeat Rammstein         | SX Disclosure Rudimental Azealia Banks James Blake Goose                                          | Trash Talk Jonathan Jeremiah Earl Sweatshirt Odd Future Django Django Tame Impala Frank Ocean |
| Zondag 7 juli    | Twin Forks A Day to Remember Gogol Bordello Band of Horses Thirty Seconds to Mars Depeche Mode Editors  | Youth Lagoon Bastille Tom Odell Passenger Asaf Avidan Jake Bugg Dimitri Vegas & Like Mike         | Matthew E. White Haim Alt-J Of Monsters and Men The Gaslight Anthem Modestep                  |

## 2014
|                  | Main Stage                                                                               | KluB C                                                                                        | The Barn                                                                                               |
| ---------------- | ---------------------------------------------------------------------------------------- | --------------------------------------------------------------------------------------------- | --- |
| Donderdag 3 juli | Radkey Dropkick Murphys Miles Kane White Lies Placebo Metallica Skrillex                 | Daptone Super Soul Revue Valerie June London Grammar Damon Albarn Gesaffelstein The Opposites | The Wombats Bombay Bicycle Club Milow Robert Plant and the Sensational Space Shifters Warpaint Arsenal |
| Vrijdag 4 juli   | The 1975 Rodrigo y Gabriela Ellie Goulding Paolo Nutini Arctic Monkeys Major Lazer       | The Sore Losers George Ezra Trixie Whitley Parov Stelar Band Crystal Fighters Katy B The Subs | The Strypes Sam Smith The Naked and Famous Foster The People Eels Jack Johnson                         |
| Zaterdag 5 juli  | The Temperance Movement Kodaline Haim Biffy Clyro Triggerfinger The Black Keys Pearl Jam | Altrego Twenty One Pilots tUnE-yArDs Melanie De Biasio Trentemøller Moderat                   | Jonny Lang Midlake Ozark Henry Imagine Dragons Agnes Obel Pixies                                       |
| Zondag 6 juli    | Reignwolf Babyshambles Rudimental Bastille Franz Ferdinand Kings of Leon Stromae         | Kuroma Parquet Courts Angus and Julia Stone Passenger Foals MGMT Interpol                     | Oscar and the Wolf Royal Blood Metronomy Birdy Lykke Li Chase & Status                                 |

## 2015
|                   | Main Stage | KluB C                                                                                          | The Barn |
| ----------------- | --- | ----------------------------------------------------------------------------------------------- | --- |
| Donderdag 25 juni | The Chemical Brothers Faith No More Florence and the Machine Rise Against Royal Blood Eagles of Death Metal Marmozets   | Caribou SBTRKT Hot Chip Jungle Chet Faker Years & Years St. Paul and The Broken Bones           | Elbow Oscar and the Wolf Patti Smith James Bay First Aid Kit Jack Garratt                                            |
| Vrijdag 26 juni   | Pharrell Williams Mumford & Sons Balthazar Of Monsters and Men Damian "Jr. Gong" Marley Archive The Last Internationale | Magnus FKA twigs The Cat Empire Kwabs Ibeyi Funfanu Sharon Kovacs                               | Róisín Murphy Alt-J John Newman Death Cab for Cutie Gavin James Lonely The Brave                                     |
| Zaterdag 27 juni  | The Prodigy Lenny Kravitz Noel Gallagher's High Flying Birds The War on Drugs Hozier Royal Blood FIDLAR                 | De Jeugd van Tegenwoordig Selah Sue Kid Ink iLoveMakonnen Seinabo Sey Tout va bien CC Smugglers | Damien Rice Angus & Julia Stone Ryan Adams Dotan The Tallest Man on Earth Other Lives                                |
| Zondag 28 juni    | Muse Kasabian The Script Counting Crows The Vaccines Enter Shikari Red Fang                                             | Gabriel Ríos Maxi Jazz Christine and the Queens Fink Tove Lo Blaudzun Leon Bridges              | Die Antwoord Ben Harper and the Innocent Criminals Alabama Shakes Circa Waves Catfish and the Bottlemen The Van Jets |

### Vervangingen
- Donderdag:
  - Foo Fighters door Faith No More, Royal Blood
- Vrijdag:
  - BADBADNOTGOOD door Funfanu
  - Ben Howard zegt af. Balthazar werd verplaatst van The Barn naar de Main Stage.
- Zaterdag:
  - Sam Smith door The Tallest Man on Earth
- Zondag:
  - JD McPherson door The Van Jets
  - Jessie J door Circa Waves

## 2016
|                   | Main Stage | KluB C                                                                      | The Barn |
| ----------------- | --- | --------------------------------------------------------------------------- | --- |
| Donderdag 30 juni | The London Souls Kaiser Chiefs Jake Bugg Ellie Goulding Paul McCartney Disclosure                                     | Barns Courtney Ryan Bingham Walk Off The Earth Flume Sigma Live James Blake | Samm Henshaw Nathaniel Rateliff & The Night Sweats Guy Garvey Gutterdämmerung New Order Years & Years                 |
| Vrijdag 1 juli    | Blackberry Smoke The Van Jets Bring Me the Horizon Black Box Revelation At the Drive-In The Offspring Rammstein       | Blossoms Jagwar Ma Oh Wonder Trixie Whitley The 1975 Puggy                  | Frightened Rabbit Gary Clark Jr. Daughter Richard Hawley Robert Plant and the Sensational Space Shifters Parov Stelar |
| Zaterdag 2 juli   | The Struts Kensington Band of Horses Two Door Cinema Club Goose Red Hot Chili Peppers Editors                         | Bazart Savages BADBADNOTGOOD Alessia Cara Lost Frequencies Paul Kalkbrenner | Mura Masa Courtney Barnett Glen Hansard Beirut PJ Harvey Tame Impala                                                  |
| Zondag 3 juli     | Vintage Trouble The Strypes James Bay Iggy Pop The Last Shadow Puppets Macklemore & Ryan Lewis Florence + the Machine | Aurora Elle King Låpsley Unknown Mortal Orchestra SX Skunk Anansie          | Alice On The Roof Bear's Den Lianne La Havas Foals Beck Jamie xx                                                      |

Annuleringen: Zondag: MØ

## 2017
|                   | Main Stage | KluB C                                                                                             | The Barn                                                                          |
| ----------------- | --- | -------------------------------------------------------------------------------------------------- | --------------------------------------------------------------------------------- |
| Donderdag 29 juni | Het Zesde Metaal Savages Prophets of Rage Imagine Dragons Arcade Fire Kings of Leon                              | Declan McKenna Whitney Warhola Beth Ditto Xavier Rudd Mura Masa                                    | Tout Va Bien Cigarettes After Sex Mark Lanegan Agnes Obel Lorde The Chainsmokers  |
| Vrijdag 30 juni   | Coely Slowdive Nathaniel Rateliff White Lies Royal Blood James Blake Radiohead                                   | LANY Vuurwerk Maggie Rogers Jain Dua Lipa The Pretenders Charlotte de Witte                        | Tamino Warhaus Future Islands Birdy Bazart Oscar and the Wolf                     |
| Zaterdag 1 juli   | Frank Carter & The Rattlesnakes Blues Pills Seasick Steve Jimmy Eat World Blink-182 System of a Down Linkin Park | Tash Sultana J. Bernardt Machine Gun Kelly Charli XCX Milky Chance Crystal Fighters Above & Beyond | Toothless Glass Animals SOHN Kodaline Passenger Bonobo                            |
| Zondag 2 juli     | Nothing but Thieves Dropkick Murphys The Kills The Lumineers Alt-J Foo Fighters                                  | Karen Elson Noname Fatima Yamaha Benjamin Clementine Warpaint The Avalanches G-Eazy                | Cage the Elephant Thurston Moore Rae Sremmurd Rag'n'Bone Man Soulwax Tourist LeMC |

### Vervangingen
- Vrijdag:
  - Kaleo door Slowdive[1]

## 2018
|                  | Main Stage                                                                                              | KluB C                                                                     | The Barn                                                                                                   | The Slope                                                                                        |
| ---------------- | --- | -------------------------------------------------------------------------- | --- | ------------------------------------------------------------------------------------------------ |
| Donderdag 5 juli | Gorillaz Queens of the Stone Age The Script Alice in Chains The Vaccines Rae Sremmurd Rival Sons        | Triggerfinger Craig David Vince Staples Anne-Marie Little Simz Kali Uchis  | Marshmello James Bay At the Drive-In Black Rebel Motorcycle Club Steven Wilson Gang of Youths              | Sevn Alias Jade Bird Tom Grennan Keir Otzeki                                                     |
| Vrijdag 6 juli   | The Killers London Grammar Snow Patrol Russ The Kooks Air Traffic Courteeners                           | Arsenal Franz Ferdinand CHVRCHES Curtis Harding Walking on Cars Tom Walker | Anderson .Paak and the Free Nationals Ben Howard Angus and Julia Stone First Aid Kit IAMDDB Dermot Kennedy | The White Buffalo Sam Fender Wolf Alice Isaac Cracie                                             |
| Zaterdag 7 juli  | Pearl Jam Jack White Jack Johnson Stone Sour Stereophonics The Last Internationale SONS                 | blackwave. Petit Biscuit STIKSTOF JP Cooper Glints                         | Khalid Fleet Foxes MGMT Angèle Millionaire                                                                 | The Magic Gang Emma Bale Todiefor Faces On TV Durand Jones And The Indications Flight Facilities |
| Zondag 8 juli    | Arctic Monkeys Nick Cave and the Bad Seeds Noel Gallagher's High Flying Birds Eels Kaleo Novastar PVRIS | Fever Ray Roméo Elvis X Le Motel Rone Nao Sigrid Naaz                      | Parov Stelar Nine Inch Nails David Byrne George Ezra Post Malone Albert Hammond jr.                        | Equal Idiots The Academic The Amazons IDLES Pale Waves Warbly Jets                               |

### Vervangingen
- Zaterdag:
  - Dotan door Millionaire
  - The Struts door SONS[2]
  - Susanne Sundfør door Glints

## 2019
|                   | Main Stage                                                                                       | KluB C                                                                                   | The Barn                                                                                       | The Slope                                                                                            |
| ----------------- | ------------------------------------------------------------------------------------------------ | ---------------------------------------------------------------------------------------- | ---------------------------------------------------------------------------------------------- | --- |
| Donderdag 27 juni | P!nk KidCutUp Bastille Vance Joy Bang Bang Romeo                                                 | Paul Kalkbrenner Charlotte Gainsbourg Raleigh Ritchie Maribou State Black Box Revelation | Elbow Brockhampton Richard Ashcroft Ólafur Arnalds Mogwai Zwangere Guy                         | Deaf Havana Miss Angel Palace Geike The Vintage Caravan Georgia                                      |
| Vrijdag 28 juni   | Tool The Cure Bring Me the Horizon Weezer The 1975 Nothing But Thieves Whispering Sons           | Robyn Snarky Puppy Tom Misch Khruangbin Warhola Denzel Curry                             | Kylie Minogue Years & Years Janelle Monáe Jungle Kurt Vile & The Violators Masego              | The Twilight Sad Our Last Night SWMRS Yonaka Foxing Sea Girls                                        |
| Zaterdag 29 juni  | Mumford & Sons Florence and the Machine Macklemore Bear's Den Beirut Miles Kane All Them Witches | The Blaze Clean Bandit Aurora King Princess SYML IBE                                     | The Good, The Bad & The Queen Angèle Two Door Cinema Club Tourist LeMC Strand of Oaks Portland | The Slow Readers Club Barns Courtney Alice Phoebe Lou Donny Benét The Murder Capital John J. Presley |
| Zondag 30 juni    | Muse Greta Van Fleet Balthazar Parkway Drive Yungblud De Staat Sports Team                       | Underworld $uicideboy$ RY X Dean Lewis Mahalia Grace Carter                              | New Order Mac DeMarco Rosalía Tamino Lewis Capaldi Lizzo                                       | Amyl and the Sniffers Ibibio Sound Machine Zeal & Ardor Laurel Black Honey Didirri                   |

### Vervangingen
- Vrijdag:
  - Jessie Reyez door Warhola[3]
- Zaterdag:
  - The Marcus King Band door IBE[4]

## 2020(afgelast wegenscoronacrisis)
Rock Werchter 2020 zou plaatsvinden van donderdag 2 juli tot en met zondag 5 juli maar werd afgelast wegens de coronacrisis. De namen in cursief zouden in 2021 opnieuw op de affiche staan.  
|                  | Main Stage | KluB C                                                                         | The Barn                                                                                                 | The Slope                                                      |
| ---------------- | --- | ------------------------------------------------------------------------------ | --- | -------------------------------------------------------------- |
| Donderdag 2 juli | Pearl Jam Pixies The Lumineers Rag'n'Bone Man Haim Miles Kane Fontaines D.C.                                                  | Lianne La Havas Rex Orange County Blanks Mabel Sampa The Great Eefje de Visser | Disclosure Beck Wilco Apparat The Death South                                                            | Black Pumas The Big Moon The Last International Tyler Childers |
| Vrijdag 3 juli   | The Strokes Liam Gallagher Lewis Capaldi Jake Bugg Gangs of Youths                                                            | BICEP live Loyle Carner Brittany Howard Parcels Marc Rebbilet                  | Archive Cigarettes After Sex Whitney Inhaler                                                             | Brass Against Girl in Red Easy Life PUP JC Stewart             |
| Zaterdag 4 juli  | Kendrick Lamar Twenty One Pilots Faith No More Anderson .Paak and the Free Nationals Keane Dermot Kennedy Bombay Bicycle Club | Worakls Orchestra Agnes Obel Tones and I Alec Benjamin Tierra Whack Emma Bale  | The Streets Jorja Smith Jimmy Eat World City and Colour                                                  | Cavetown Phoebe Bridgers Alex Cameron                          |
| Zondag 5 juli    | System Of a Down Volbeat Placebo Yungblud The Pretty Reckless Sum 41 Joost                                                    | Meute GoGo Penguin Oh Wonder LP Glints                                         | Thom Yorke Tomorrow's Modern Boxes Michael Kiwanuka Richard Hawley Kacey Musgraves Big Thief Joep Beving | The Marcus King Band Jehnny Beth Oscar Jerome Ego Kill Talent  |

## 2021(afgelast wegenscoronacrisis)
Rock Werchter 2021 was voorzien van donderdag 1 juli tot en met zondag 4 juli. Volgende namen waren op 5 juli 2020 reeds bevestigd: alt-J, Big Thief, Black Pumas, Boy Pablo, Cavetown, Cigarettes After Sex, Fontaines D.C., Girl In Red, GoGo Penguin, Gorillaz, Jamie xx, Miles Kane, Nothing But Thieves, Pixies, Rag’n’Bone Man, Royal Blood, The Dead South, The Lumineers, The Streets, Thom Yorke en Twenty One Pilots. Later in juli volgde ook de aankondiging dat Pearl Jam terug zou komen als headliner van de eerste festivaldag. In september werd aangekondigd dat ook the Red Hot Chili Peppers naar het festival zou komen. 
In maart 2021 maakte de organisatie bekend dat de editie 2021 uitgesteld wordt. Dit naar aanleiding van de Coronapandemie.
|                  | Main Stage                        | KluB C | The Barn                           | The Slope | onbekend                                                                                  |
| ---------------- | --------------------------------- | ------ | ---------------------------------- | --------- | ----------------------------------------------------------------------------------------- |
| Donderdag 1 juli | Pearl Jam                         |        |                                    |           | Pixies The Lumineers Rag'n'Bone Man Miles Kane Fontaines D.C. The Death South Black Pumas |
| Vrijdag 2 juli   |                                   |        |                                    |           | Alt-J The Streets Cigarettes After Sex Girl in Red Boy Pablo                              |
| Zaterdag 3 juli  | Gorillaz Twenty One Pilots        |        |                                    |           | Jamie xx Cavetown                                                                         |
| Zondag 4 juli    | Red Hot Chili Peppers Royal Blood |        | Thom Yorke Tomorrow's Modern Boxes |           | Nothing but Thieves GoGo Penguin Big Thief                                                |

## 2022
Rock Werchter 2022 vond plaats van donderdag 30 juni tot en met zondag 3 juli. 
|                   | Main Stage                                                                                  | The Barn                                                                   | Klub C                                                                         | The Slope                                                                                 |
| ----------------- | ------------------------------------------------------------------------------------------- | -------------------------------------------------------------------------- | ------------------------------------------------------------------------------ | ----------------------------------------------------------------------------------------- |
| Donderdag 30 juni | Gang of Youths Fontaines D.C. Haim Rag'n' Bone Man Pixies The War on Drugs Pearl Jam        | The Dead South Airbourne Carly Rae Jepsen First Aid Kit Beck The Kid Laroi | Lady Blackbird Altın Gün Cigarettes After Sex RY X Black Pumas Lianne La Havas | ILA Owenn Yumi Zouma Reignwolf Glints White Reaper                                        |
| Vrijdag 1 juli    | Rhea Miles Kane IDLES Bazart Lewis Capaldi Turnstile Metallica                              | Stikstof Charles Inhaler Turnstile Alt-J Moderat                           | Sans Soucis SONS JC Steward Parcels Girl in Red Lous and the Yakuza            | MOLYBARON Tin Fingers Waterparks The Regrettes The Last Internationale The Chats          |
| Zaterdag 2 juli   | Goldband Nothing but Thieves Måneskin Yungblud Anne-Marie Twenty One Pilots Imagine Dragons | Marcus King Sabrina Claudio Phoebe Bridgers LP Jorja Smith Jamie xx        | Pitou Yong Yello Alec Benjamin Clairo Leon Bridges Bicep                       | Dea Matrona The Faim POORSTACY KennyHoopla Grandson                                       |
| Zondag 3 juli     | Joost Sum 41 Keane Balthazar Royal Blood The Killers Red Hot Chili Peppers                  | Fever 333 Big Thief Kacey Musgraves Michael Kiwanuka Disclosure Polo G     | High Hi Emma Bale Modest Mouse Jimmy Eat World Lost Frequencies LIVE Meute     | Peach Tree Rascals Bartees Strange Dry Cleaning The Record Company Snail Mail Jehnny Beth |

## 2023
Rock Werchter 2023 vond plaats van donderdag 29 juni tot en met zondag 2 juli. 
|                   | Main Stage | The Barn                                                                            | Klub C                                                                    | The Slope                                                                     |
| ----------------- | --- | ----------------------------------------------------------------------------------- | ------------------------------------------------------------------------- | ----------------------------------------------------------------------------- |
| Donderdag 29 juni | Compact Disk Dummies Zwangere Guy Froukje The 1975 Sam Fender Stormzy Mumford & Sons                                 | Weyes Blood King Princess Anna Calvi Warhaus Charlotte de Witte Iggy Pop            | Holly Humberstone GAYLE Ashnikko Raye Aurora Röyksopp                     | The Mary Wallopers Body Type Militarie Gun Lil Lotus The Reytons Picture This |
| Vrijdag 30 juni   | The Haunted Youth The Interrupters Black Box Revelation Kasabian The Black Keys Liam Gallagher Red Hot Chili Peppers | Cavetown Spoon Bear's Den Tamino Ben Howard Editors                                 | Berre Viagra Boys The Hu Squid Fever Ray Wardruna                         | Hideous Kelsey Karter & The Heroines Hot Milk CMAT PUP SONS                   |
| Zaterdag 1 juli   | XINK The Opposites Interpol Paulo Nutini Machine Gun Kelly Oscar & The Wolf Muse                                     | Vintage Trouble City And Colour Blackwave. Sigur Rós Xavier Rudd Fred again... (en) | Danielle Ponder Mimi Webb Sofi Tukker Dope Lemon Adekunle Gold Dean Lewis | Mayorga Dead Poet Society STONE Just Mustard Touché Amoré The Murder Capital  |
| Zondag 2 juli     | The Driver Era Inhaler Dermot Kennedy The Lumineers Lil Nas X Queens of the Stone Age Arctic Monkeys                 | The Teskey Brothers Amenra Gabriels Pushifer Christine and the Queens Rosalía       | Pip Milett Merol Portland J.I.D Jacob Collier RÜFÜS DU SOL                | Ethan Bortnick Kid Kapichi Nova Twins Baby Queen Billy Nomates Lovejoy        |

## 2024
Rock Werchter 2024 vond plaats van donderdag 4 juli tot en met zondag 7 juli. 
|                  | Main Stage                                                                                       | The Barn                                                                           | Klub C | The Slope                                                                                                |
| ---------------- | ------------------------------------------------------------------------------------------------ | ---------------------------------------------------------------------------------- | --- | --- |
| Donderdag 4 juli | STONE The Hives The Gaslight Anthem Parkway Drive Dropkick Murphys Greta Van Fleet Lenny Kravitz | Jalen Ngonda Eefje de Visser Meute Black Pumas PJ Harvey Jane's Addiction          | The Cat Empire Bombay Bicycle Club Johnny Marr slowdive Nathaniel Rateliff & The Night Sweats The Streets | PEUK Kingfishr Alice Merton Dehd Skindred The Clockworks                                                 |
| Vrijdag 5 juli   | Frank Carter & The Rattlesnakes The Beaches Simple Plan Tom Odell Yungblud Sum 41 Måneskin       | Loverman Sleaford Mods Gary Clark jr. Tom Morello dEUS Snow Patrol                 | Yard Act Kneecap Declan McKenna Glints Archive James Arthur                                               | Sprints The Rumjacks Hot Mulligan The Armed Neck Deep Against the Current                                |
| Zaterdag 6 juli  | Equal Idiots Brihang The Kooks Nothing But Thieves Avril Lavigne Khruangbin Dua Lipa             | No Guidnce The Last Dinner Party Jessie Ware Janelle Monáe The Blaze Róisín Murphy | Noname J. Bernardt Cian Ducrot Arlo Parks Marc Rebillet Benjamin Clementine                               | The Southern River Band DEADLETTER Psychedelic Porn Crumpets Bob Vylan Palaye Royale Prins S. en De Geit |
| Zondag 7 juli    | BLUAI Brutus The Breeders IDLES Pretenders Royal Blood Foo Fighters                              | Isaac Roux Whispering Sons Froukje Sampha Michael Kiwanuka Jungle                  | Matt Maltese Lawrence Lauren Spencer-Smith Loyle Carner Zara Larsson Parcels                              | ISE HotWax Scowl Soccer Mommy The Snuts High Vis                                                         |

## 2025
Rock Werchter vond plaats van donderdag 3 juli tot en met zondag 6 juli 2025. Op de eerste dag gaf de Belgische band The Haunted Youth ter gelegenheid van 50 jaar Rock Werchter, een verrassingsoptreden aan de ingang van het terrein wanneer de eerste festivalgangers binnen mochten. Als afsluiter na de headliner op zondag speelde 2manydjs een speciale jubileumset. Met 158.000 unieke bezoekers over de vier dagen werd het een recordeditie.
|                  | Main Stage                                                                                     | The Barn                                                                 | Klub C                                                                             | The Slope                                                                                |
| ---------------- | ---------------------------------------------------------------------------------------------- | ------------------------------------------------------------------------ | ---------------------------------------------------------------------------------- | ---------------------------------------------------------------------------------------- |
| Donderdag 3 juli | GLINTSAL While She Sleeps Amyl and the Sniffers De La Soul Fontaines D.C. Deftones Linkin Park | Charles Mother Mother Sigrid Jacob Collier London Grammar Iggy Pop       | Grade 2 Yseult Alessi Rose Ezra Collective Heilung Nia Archives                    | Julia Wolf Corella Lambrini Girls English Teacher Sextile Coheed and Cambria             |
| Vrijdag 4 juli   | PVRIS Sylvie Kreusch Wet Leg Weezer girl in red Simple Minds Green Day                         | DIKKE Berre Mark Ambor Warhaus Lola Young Underworld                     | Thee Sacred Souls The Backseat Lovers Celeste Arsenal Caribou Purple Disco Machine | The Scratch Jasmine.4.T. Bad Nerves Boston Manor Joey Valence & Brae Fat Dog             |
| Zaterdag 5 juli  | Jazz Brak Goldband Damiano David RAYE Nothing But Thieves Yungblud                             | Jacoténe Bright Eyes Amenra Bright Eyes Beth Gibbons Elbow Maribou State | Matt Hansen Blanco White Faye Webster Hermanos Gutiérez Cymande Barry can't Swim   | Almost Monday MRCY Peter Cat Recording Co. Gurriers Nofun! Wisp                          |
| Zondag 6 juli    | Dasha David Kushner Pommelien Thijs Dean Lewis Gracie Abrams Noah Kahan Olivia Rodrigo         | Jokke Merol Finneas Goose Soulwax Rüfüs Du Sol                           | Remy Bond Wunderhorse Foster the People Bolis Pupul Overmono Used: Live            | Emmy D'Arc Cliffords Allie X Somebody's Child Sawyer Hill Durand Jones & The Indications |

### Vervangingen
Headliner van zaterdag Sam Fender annuleerde  de dag voordien wegens ziekte. Hij werd vervangen door Yungblud. Nothing But Thieves werd eerder op de avond aan de line-up toegevoegd. 